# Svartahavsmört
Svartahavsmört (Rutilus frisii) är en sötvattens- och bräckvattenfisk tillhörande familjen karpfiskar som framför allt lever i Kaspiska havet och Svarta havsområdet samt tillhörande floder. 

## Utseende
En långsträckt fisk med nästan cylindrisk kroppsform. Den enda ryggfenan har 11 till 12 mjukstrålar, medan analfenan har 12 till 14. Den trubbigt rundade nosen har munnen strax bakom spetsen. Färgen är i huvudsak silvrig med mörkare rygg och ljusare buk. Iris och fenorna är grå till svagt gulaktiga.  Under parningstiden får hanarna kraftiga, glesa lekknutor på huvudet. Längden är som mest 70 cm och vikten 8 kg.

## Vanor
Svartahavsmörten förekommer i både sött och bräckt vatten som flodmynningar, floder och kustnära sjöar. Vissa populationer lever fortfarande permanent i bräckt vatten och går bara upp i floder för att leka. Födan består av olika ryggradslösa bottendjur, framför allt blötdjur och krabbor. Larverna och ungfiskarna lever av djurplankton, alger, och insektslarver. I samband med lekvandringarna och under övervintringen äter fisken ingenting. Den lever upp till 12 år.

### Fortplantning
Arten blir könsmogen vid en ålder av 4 till 5 år och en längd mellan 43 och 50 cm. Lektiden infaller mellan april och maj, men redan under andra hälften av oktober börjar fisken vandra upp i de mindre floder med stark ström och grusbotten, där leken äger rum. Hindras de av is väntar den under isen tills denna går upp. Äggen kläcks efter 10 till 16 dygn (vid 12-19°C). Omedelbart efter parningen vandrar de vuxna fiskarna tillbaka för att äta (de äter ju ingenting i samband med leken) medan ungfiskarna stannar kvar och vandrar neråt först till sommaren, i augusti.

## Utbredning
Utbredningsområdet omfattar Svarta och Azovska haven (med undantag från Donaus och Kubans flodmynningar), sötvattenslevande populationer i Don (som stängts ute från brackvattnen av dammbyggnader), Kaspiska havet (mycket sällsynt i den norra delen), delar av Volga och Uralfloden samt İzniksjön i Turkiet.

## Status
Svartahavsmörten har klassificerats som livskraftig ("LC") av IUCN, främst på grund av den fortfarande rikliga förekomsten, och av att det inte finns några nuvarande, större hot. Den har emellertid minskat kraftigt, främst på grund av de många dammutbyggnaderna på 1950- och 1960-talen, som utestängde många populationer från deras lekvatten.